# Zam Johnson
Zam Johnson (* Los Angeles, Spojené státy) je americký hudebník, skladatel a malíř, který od roku 1987 žije v Berlíně. V sedmdesátých letech 20. století spolupracoval s mnoha hudebními umělci, mezi kterými byli Gino Vanelli, Beach Boys, Brian Wilson, Ray Charles, Red Bone, Iron Butterfly, Tom Petty nebo Ike Turner.